# أسرار الذات (كتاب)

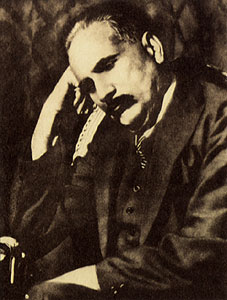
صورة للمؤلف إقبال

أسرار الذات هو كتاب نُشر باللغة الفارسية عام 1915، وهو أول كتاب شعري فلسفي للعلامة إقبال. يتناول هذا الكتاب بشكل أساسي الفرد، بينما يناقش كتابه الثاني أسرار الإيثار التفاعل بين الفرد والمجتمع.

## المقدمة
نُشر كتاب أسرار الذات في عام 1915، وكان أول كتاب شعر لإقبال. يعتبره الكثيرون أفضل كتاب شعر لإقبال، وهو يتناول فلسفة الدين. في رسالة إلى الشاعر غلام قادر جيرامي (ت. 1345/1927)، كتب إقبال، "لم يُعبر شعراء المشرق والمغرب عن الأفكار الكامنة وراء الأبيات". يقول نيكلسون، الذي ترجم كتاب أسرار الذات، إنه لفت انتباه الشباب المسلمين بمجرد طباعته. وقد كتب إقبال هذا باللغة الفارسية لأنه شعر أن اللغة مناسبة للتعبير عن هذه الأفكار.

## الملخص
في عام 1915، نشر أول مجموعة شعرية له، أسرار الخودي (أسرار الذات) باللغة الفارسية. وتؤكد القصائد على الروح والذات من منظور ديني وروحي. وقد وصف العديد من النقاد هذا العمل بأنه أفضل أعمال إقبال الشعرية
شرح إقبال فلسفته حول "الذات". استخدام إقبال لمصطلح "خودي" مرادف لكلمة "روح" هو اقتباس من القرآن الكريم. "الروح" هي تلك الشرارة الإلهية الموجودة في كل إنسان، وكانت موجودة في آدم، ولذلك أمر الله الملائكة جميعًا بالسجود لآدم.
ولكن يتعين علينا أن نقوم برحلة تحول عظيمة لتحقيق تلك الشرارة الإلهية التي يسميها إقبال "ذات". يمكن فهم تشابه هذه الرحلة من خلال العلاقة بين الثمرة والبذرة. كل بذرة لديها القدرة على إنتاج الثمرة التي بداخلها. ولكن لكي تصل البذرة إلى ثمرتها يجب عليها أن تمر بكل التغيرات والمراحل المختلفة.
وبنفس الطريقة، للوصول إلى الروح، يحتاج المرء إلى المرور بمراحل متعددة مر بها إقبال نفسه، وهو المسار الروحي الذي يشجع الآخرين على السير فيه. ويشير إلى أن ليس كل البذور تصل إلى مستوى الثمر. يموت الكثيرون على طول الطريق، غير مكتملين. وبنفس الطريقة، لم يتمكن سوى عدد قليل من الناس من تسلق جبل إيفرست الروحاني، حيث ينغمس معظمهم على طول الطريق في المادية. وقد استخدم الشاعر والفيلسوف فريد الدين عطار النيسابوري نفس المفهوم في كتابه منطق الطير.
يُثبت إقبال بوسائل مختلفة أن الكون كله يطيع إرادة "الذات". وهو يُدين تدمير الذات. بالنسبة له، هدف الحياة هو تحقيق الذات ومعرفة الذات. وهو يرسم المراحل التي يجب على "الذات" أن تمر بها قبل أن تصل في النهاية إلى نقطة الكمال، مما يمكّن عارف "الذات" من أن يصبح خليفة الله في الأرض.

## المواضيع
- مقدمة

- مقدمة افتتاحية

- يُبيِّن أن نظام الكون ينشأ من الذات، وأن استمرار حياة جميع الأفراد يعتمد على تقوية الذات.

- يُبيِّن أن حياة الذات تأتي من تكوين الرغبات وتحقيقها.

- يُبيِّن أن الذات تقوى بالحب.

- يُبيِّن أن الذات تضعف بالسؤال.

- يُبيِّن أن الذات عندما تقوى بالحب تكتسب السيادة على قوى الكون الخارجية والداخلية.

- قصةٌ مغزاها أن نفي الذات عقيدةٌ اخترعتها الأجناس البشرية لكي تُضعف بهذه الطريقة طبيعة أدوارها.

- مما يعني أن أفلاطون، الذي أثَّر فكره بعمق في التصوف والأدب الإسلامي، اتبع عقيدة الخراف، وأننا يجب أن نكون على حذر من... نظريات

- حول حقيقة الشعر وإصلاح الأدب الإسلامي

- يُبيّن أن تربية النفس على ثلاث مراحل: الطاعة، وضبط النفس، والخلافة الإلهية

- يُبيّن المعاني الباطنية لأسماء عليّ

- قصة شاب من مرو جاء إلى الوليّ عليّ الهجويري رحمه الله، وشكا إليه ظلم الأعداء

- قصة الطائر الذي أغمي عليه من العطش

- قصة الماس والفحم

- قصة الشيخ والبراهمي، متبوعة بحوار بين الغانج والهيمالايا، مفاده أن استمرار الحياة الاجتماعية يعتمد على التمسك الراسخ بالتقاليد المميزة للمجتمع

- يُبيّن أن غاية أمثال المسلمين هي إعلاء كلمة الله، وأن الجهاد إذا كان بدافع الجوع والوحشية، فهو محرم في الإسلام.

- وصايا كتبها لمسلمي الهند مير نجاة نقشبندي، المعروف باسم بابا سهرائي.

- الوقت كالسيف.

- دعاء.

## الطبعات
- Nicholson، Reynold A. (tr. from original in Persian ) (1920). Secrets of the Self (Asrar-i khudi) – A philosophical poem by Sheikh Muhammad Iqbal. Macmillan & Co., London.

## ملحوظات
1. ↑  وصلة مرجع: http://www.allamaiqbal.com/webcont/354/E-Books.html.
2. ↑  (12 October 1931). Iqbal's letter to The Times (of London) writersblocktgh.blogspot.co.uk نسخة محفوظة 2023-11-23 على موقع واي باك مشين.
3. ↑  Hadi، Nabi (1995). Dictionary of Indo-Persian Literature. New Delhi: Abhinav Publication. ص. 209.
4. ↑  Official website، Allama Iqbal Academy. "Asrar-e-Khudi". مؤرشف من الأصل في 2014-02-21. اطلع عليه بتاريخ 2006-05-30.
5. ↑  "Allama Iqbal – Biography – Iqbal's Works". 26 مايو 2006. مؤرشف من الأصل (PHP) في 2010-11-19. اطلع عليه بتاريخ 2006-12-19.

## روابط خارجية
اقرأ على الإنترنت
- "Asrar-i-Khudi". Iqbal Academy Pakistan.
- "Asrar-i-Khudi". Iqbal Cyber Library.
- "The Secrets of the Self, English translation of Asrar-i-Khudi by Reynod Nicholson". Iqbal Academy Pakistan.
- "The Secrets of the Self, English translation of Asrar-i-Khudi by Reynod Nicholson". Iqbal Cyber Library.

المواقع ذات الصلة
- الموقع الرسمي للعلامة إقبال نسخة محفوظة 21 شباط 2014 على موقع واي باك مشين.
- مكتبة إقبال الإلكترونية، المكتبة الإلكترونية
- مجموعة قصائد الأردية: جامعة كولومبيا
- الموسوعة البريطانية.
- مجموعة شعر العلامة إقبال الأردية
- كتب العلامة إقبال القابلة للبحث (iqbal.wiki)
- مؤلفات أسرار الذات (كتاب) في مشروع غوتنبرغ
- الكتب الإلكترونية للعلامة إقبال على رختا

صفحات التواصل الاجتماعي
- صفحة العلامة إقبال على الفيسبوك
- حساب تويتر للعلامة إقبال

قناة اليوتيوب
- قناة العلامة إقبال على اليوتيوب